# René Ariza
René Ariza (La Habana, 1940-San Francisco, 1994) fue un dramaturgo, poeta y autor plástico cubano. Muy crítico con la Revolución Cubana, sufrió la represión del régimen de distintas formas, llegando incluso a ser preso político en la isla. Acusado de diversionismo ideológico, sufrió persecución y su obra fue confiscada y destruida. Abandonó Cuba durante el Éxodo del Mariel, llegando a Miami, donde continuó desarrollando su carrera profesional.
Su obra, de marcada intencionalidad política, ha sido estrenada, mayormente, en salas de los Estados Unidos, incluso antes de que Ariza se trasladara a este país.